# 香港2007年9月

## 9月1日
（請按此參閱當天之報章頭條）
- 將於9月3日在維多利亞港上空低飛的空中巴士A380，在曼谷機場試飛往清邁前碰到飛機庫，事件不會影響A380在港低飛的計劃。 明報[]
- 多個公營機構員工，包括教師、醫護人員及社工，要求當局改善待遇。 明報[]

- 社工總工會發動會員於9月5日集體請假半天，冀政府撥款予社福機構並改善撥款機制，與公務員社工同工同酬，預計部份非緊急服務會受影響。勞福局表示樂意和社福界磋商，冀行動不會影響對長者及殘疾人士的服務。
- 另外，過百名教師遊行，要求當局增加教師的薪酬。他們指政府於本年增加教師起薪點，但新入職教師2000年至2006年間入職的教師薪酬還要多出二千多港元，要求政府按年資追加薪金。另外，不少持學位資格的教師都現時以文憑教席受聘，他們要求當局正視有關問題，若當局沒有回應他們的訴求，不排除發起大規模靜坐。

- 扎鐵工人與商會的加薪談判破裂，工人計劃擴大罷工行動，勞工處表示將繼續斡旋。 明報[]

- 工聯會將於9月2日發起所有建造業工人到政府總部外請願，反映工人苦況，預計會有一千人參加。立法會議員陳婉嫻反批評商會於星期五的言論是「玩火」的行為，認為商會沒有誠意作談判。她表示，除非扎鐵商會肯釋出善意，否則工人將不會重返談判桌。
- 而職工盟計劃於下周一起將集會陣營移師至勞工處位於中環海港政府大樓的總部外，並會派代表主動到多個地盤外抗議，直接向發展商施壓。職工盟認為地產商過去已賺取巨額盈利，在經濟持續好轉的情況下，地產商應該填補工程價，讓工人分享到繁榮成果。

- 中大學生報情色版事件中，該報前總編輯決定入稟香港高等法院申請司法覆核。 明報[]
- 中國大陸加強陸路出口檢疫，部份運載海鮮的貨車滯留深圳。 [來源請求]

## 9月2日
（請按此參閱當天之報章頭條）
- 泛民主派正游說前政務司司長陳方安生參選立法會補選，陳方安生則回應暫無興趣。 明報[]
- 公民黨立法會議員余若薇發現腦血管有動脈瘤，但表示暫不影響她的工作。 明報[]
- 周一在維多利亞港上空低飛的空中巴士A380在傍晚6時22分到達香港國際機場。 [來源請求]

## 9月3日
（請按此參閱當天之報章頭條）
- 空中巴士A380早上在維多利亞港上空以1300呎高度兩度低飛。 明報
- 亞洲國際航空展首次移師香港舉行，在亞洲國際博覽館開幕，展期至9月6日。 星島日報[]
- 旺角前勞工大廈牽及一宗國民黨窗口公司與東亞銀行的官司。 明報[]
- 泛民主派成功協調有關立法會補選初選機制，其後何秀蘭突然宣佈退選。 明報[]
- 兩名非法入境者在西貢區北潭涌非法砍伐土沉香，一人落網一人逃脫。 明報[]
- 《英文虎報》宣佈於9月10日起變成免費報紙，成為香港第一份英文免費報章。明報
- 政府完成膠袋稅的公眾諮詢，預計將於2008年落實每個膠袋徵費0.5港元。 明報[]
- 全港中小學以不同形式迎接開學日。 [來源請求]

## 9月4日
（請按此參閱當天之報章頭條）

## 9月5日
（請按此參閱當天之報章頭條）

## 9月6日
（請按此參閱當天之報章頭條）

## 9月7日
（請按此參閱當天之報章頭條）
- 九龍巴士向運輸署申請增加票價百份之九。 [來源請求]

## 9月8日
（請按此參閱當天之報章頭條）
- 香港海洋公園由10月1日起加價，成人及小童票價分別加至208港元及103港元，而全年通行證亦分別加至628港元及313港元。董事局主席盛智文表示，營運公園的開支增加，加上要維持適當的儲備金，故現時是適當時候調整價格。 明報[]

- 多個政黨不滿九巴申請加價9%，民建聯數十名代表到九巴總部請願，他們指過去九年大部分市民均無加薪，但車費加幅未為市民接受，要求香港特別行政區行政會議否決申請。民主黨十多名代表亦到九巴總部抗議，指九巴漠視市民負擔。 明報[]

- 香港海關破獲本年最大宗走私香煙案，拘捕一名36歲貨運公司董事。海關星期五在葵涌檢查一個由馬來西亞抵港的貨櫃，檢獲近1,300萬支私煙，市值約1,900萬元。海關相信走私集團疑利用香港作中轉站，再出口私煙到歐洲圖利。 明報[]

- 防止虐待兒童會在屯門派發單張，提醒家長勿獨留子女在家。該會認為年輕父母家庭意識薄弱，並非增加託兒服務就可解決，建議政府儘快立法及加強教育，讓家長知道疏忽照顧兒童的後果，並冀10月公布的施政報告，能推出加強保護兒童的措施。 [來源請求]

- 香港甲組足球聯賽：華家堡 2:2 和富大埔、東方 0:2 康宏晨曦。 香港足總球賽報告 （页面存档备份，存于）

## 9月9日
- 中共中央總書記、國家主席胡錦濤和行政長官曾蔭權會面。胡錦濤表示，近期香港總體形勢不錯，冀特區政府能鞏固這局面，並把重點放在發展經濟及改善民生上。此外，胡錦濤亦要求特區政府充分體察民意，並循序漸進解決政制發展問題。 明報[]

- 教育局因應出生率減少，宣佈於2008/2009學年削減小學的班額；標準教學每班人數由37人減至35人，活動教學則減至30人，而學校只須收到21名新生便可開辦小一。資助小學校長會認為新措施有助減少被殺校數目。 香港政府新聞公報 （页面存档备份，存于）、明報[]

- 香港賽馬會容許馬主攜同未成年子女入場觀賽，全日共有37名兒童入場，但有市民及關注團體不滿，認為此舉會助長賭風。此外，是日為新馬季開鑼日，全日共有六萬人次入場，並有八億港元投注額，兩者均較上季開鑼日有所增加。 明報

- 多個團體遊行抗議九巴申請加價。約50名民建聯代表由遮打花園遊行到政府總部，他們認為九巴加幅過高，無充分考慮市民的負擔能力，要求政府慎重審批申請。而十多名民主黨代表亦遊行到政府總部，批評九巴的加幅高於通脹。 明報

- 前任全國政協常委徐四民在瑪麗醫院因膽管癌病逝，享年93歲。 明報

- 香港甲組足球聯賽：流浪 1:1 迫和愉園、公民 0:0 賽和聯華紅牛。 香港足總球賽報告 （页面存档备份，存于）

- 扎鐵工潮進入第33日，數十名扎鐵工人在遮打花園集會，繼續爭取加薪和減工時的訴求。協助工人的團體要求更高層的政府官員介入工潮，而勞工處曾表示會在星期一組織勞資雙方會談，但工人仍未知詳情，不排除有進一步行動。 [來源請求]

## 9月10日
（請按此參閱當天之報章頭條）

## 9月11日
（請按此參閱當天之報章頭條）
- 前政務司司長陳方安生宣布以獨立人士身份，參與立法會港島選區補選。 明報[]

- 陳方安生在早上召開記者會公佈意向，她表示參選是經過深思熟慮後才決定。她認為公務員要學習民主之道，而民主派人士亦要學習良好管治之道，參選是希望能夠加強與特區政府及中國中央政府的溝通。陳方安生承認參與無十足把握，但她認為是合適時機，就其目標信念及推動良好管治盡一番努力。
- 對於有批評指陳方安生末經初選機制便宣佈參選，她強調會尊重有關機制。時事評論員劉銳紹認為，陳方安生對議員和中央政府及特區政府的溝通有一定作用，但中方與民主派的溝通渠道還有很多，不會只有陳方安生一人。
- 而民建聯晚上開會後，得悉成員張國鈞及鍾樹根表示有意參與補選，而葉劉淑儀與他們接觸後，期望就補選交換意見，故邀請她在9月18日出席特別會議討論。而民主黨在晚上亦通過支持陳方安生參選，又指陳將會參加泛民初選。

- 大埔富善邨發生謀殺案，一名48歲女子疑與其27歲男友爭執，其後女事主因未被發現而失救致死。警方翻查閉路電視錄影帶，發現疑犯在9月8日三度尋訪死者。警方相信疑犯在第三次到訪時毆打女事主致大量出血，涉案男子已於中午到警署自首。 明報[]

- 一名的士車行東主，安排他人為旗下司機「頂包」，承認串謀妨礙司法公正，判囚三月。 明報[]

- 案情指被告石同福，於去年10月安排兼職的士司機的警員李劍銓，「頂包」因衝燈違反交通規例的馮蘇榮，李涉嫌收受3000多元替馮「頂包」，免馮再被扣分。裁判官指被告雖欲助友解決問題，但亦同時縱容駕駛有問題的司機，危害其他道路使用者安全，且令司機逍遙法外，故必須判囚以收阻嚇。

- 房委會出售剩餘居屋單位第二期是日攪珠，是期居屋申請共接獲14,383份申請書。房委會表示，市民對居屋反應踴躍，正準備於2008年初將第三期剩餘單位出售。而對於是否再建居屋，房委會表示要視乎政府政策而定。 香港政府新聞公報 （页面存档备份，存于）

- 西九龍文娛藝術區計劃明日再展開諮詢，消息指政府將成立管理局，並將地產及文化項目分開處理，計劃的地積比維持於1.81倍，但物業高限則調低至約50米。而當局亦有意將區內部分酒店及商場營運權交給管理局，以維持文化項目營運。 明報[]

- 香港天文台公佈2007年中秋期間的月出月落時間。 香港政府新聞公報 （页面存档备份，存于）

- 其中中秋節當天月上中天的時間將為晚上11時13分，而滿月(即月亮最圓)的時間則為9月27日(農曆八月十七)清晨3時45分，天文台指是次滿月時，月球與地球的距離只有約36.1萬公里，比平均值約38.5萬公里稍短，故視覺上月亮會顯得比正常略大。另因除是年外，2005年至2012年中秋滿月時間都在日間，故市民有機會觀看到近年中秋節最圓的月亮。

- 香港水警昨晚採取行動，檢獲市值近千萬港元的走私電子零件。警方在西貢西灣咀碼頭進行反走私行動期間，有人從貨車搬運貨物到三艘快艇，當場拘捕兩名男子，另有14人在逃。警方估計不法分子報稱送貨入禁區，再到碼頭用快艇走私貨物。 香港政府新聞公報 （页面存档备份，存于）、明報[]

- 港府及貿發局將於9月21日合辦亞洲金融論壇，冀突顯及強化香港作為國際金融中心的地位。 [來源請求]

- 論壇以「促進穩定　拓展商機」為題，約700名來自全球的投資機構、金融服務機構及企業的高層代表將獲邀參與是次論壇。論壇為期一日，期間中國人民銀行行長周小川及財經事務及庫務局局長陳家強將在會上發表講話。

## 9月12日
（請按此參閱當天之報章頭條）
- 西九龍文娛藝術區重新進行討論，其中博物館面積縮減三成。 明報
- 九龍灣啟福道天橋發生致命車禍，3人被活活燒死，2人受重傷。 明報[]
- 歷時36天的紮鐵工人罷工爭取加薪事件結束，工人日薪增加至860港元，每天工時8小時。 明報

## 9月13日
（請按此參閱當天之報章頭條）
- 房委會將空置4年的北角邨地皮無條件交還政府，作私樓發展用途。 明報[]
- 西九文化區的M+博物館首年預計使用10億港元收購現代藝術品，但被指出手低。 明報[]
- 立法會港島選區補選，陳方安生助選團由民主黨楊森出任團長，葉劉淑儀助選團則傳由民建聯程介南任公關策略顧問。 明報[]
- 國慶煙花匯演將於10月1日晚上舉行，「08」和「10」兩個數目字將出現在維多利亞港上空。 維基新聞

## 9月14日
（請按此參閱當天之報章頭條）
- 古物古蹟辦事處經專業評估後，認為景賢里有重要歷史價值，足以宣佈成為古蹟。 香港政府新聞公告
- 仁濟醫院血庫涉嫌被一名男子偷去血液樣本飲用，疑犯已被警方拘捕。 明報[]
- 港珠澳大橋已初步完成可行性研究，香港口岸的整體面積約需90至100公頃，並提出3個選址方案。 明報[]
- 民建聯東區區議員鍾樹根爭取黨支持他出選立法會補選。 明報[]
- 市區重建局修訂衙前圍村重建構思，建議在圍村四個角落各建一住宅大樓，中央則預留六成面積為公園。 明報[]

## 9月15日
（請按此參閱當天之報章頭條）
- 景賢里正式被列為暫定古蹟，今天以號外形式刊登憲報後即時生效。 明報[]、香港憲報 （页面存档备份，存于）
- 香港迪士尼樂園機動遊戲「馳車天地」出軌。 [來源請求]

## 9月16日
（請按此參閱當天之報章頭條）
- 泛民開會討論立法會港島區議席補選安排，他們將於9月24日舉行論壇，讓兩名候選人介紹政綱及接受提問，三百名泛民團體代表將即場投票，再委托大學進行民意調查。泛民將於30日宣布民意調查及論壇的投票結果，決定參選權誰屬。 明報[]
- 一批政府非公務員合約員工遊行，要求政府轉為長期聘用。他們由中環遮打花園遊行上政府總部，沿途高叫口號。他們指合約工人的工作與公務員相同，但無法享有同樣的薪酬福利。他們把月餅擲在地上，象徵他們擔心飯碗不保。 明報[]

## 9月17日
（請按此參閱當天之報章頭條）
- 政府拍賣大埔白石角B地盤，由信置及南豐牽頭的財團以45億5千萬港元投得，符合市場預期。 明報

- 拍賣官以勾地價30.8億作底價，每口叫價五千萬港元，初段競投氣氛傾向審慎。其後拍賣官將每口叫價降低至2000萬港元，使拍賣的節奏加快，最後信置及南豐經40口叫價後投得地皮，平均樓面呎價6,368港元，創新界區內紀錄。
- 拍賣官否認採取高地價政策，認為協同效應使發展商願以高價競投。而南豐則表示，由於他們已擁有鄰近兩蝠地皮，在規劃上可享較大彈性。有測量師估計，由於合併發展使成本略為降低，估計落成後，只需以每呎7,000港元出售便可獲利。

- 教育局局長孫明揚，在諮詢律政司意見後，決定就教院調查報告結果提出司法覆核。孫明揚指調查報告結論有原則上錯誤，會影響政府與學術界在制訂及推行政策上的往來。教院表示現階段將不會就政府的決定作任何評論。 明報
- 以故前全國政協常委徐四民設靈，多名政商界人士到殯儀館致意。國家主席胡錦濤、國務院總理溫家寶及行政長官曾蔭權等均有致送花圈。徐四民的遺體將於明天進行公祭和大殮，再移送深圳大鵬灣華僑永遠墓園安葬。 明報[]

## 9月18日
（請按此參閱當天之報章頭條）
- 青衣島青衣工業中心第二期發生四級火警，消防動用四條消防喉及五隊煙帽隊灌救。 [來源請求]

## 9月19日
（請按此參閱當天之報章頭條）
- 受美國聯邦儲備局大幅減息半厘刺激，恆生指數一度急升逾千點並創新高，總成交首次突破1300億港元。 [來源請求]

- 恆指甫開市便已突破25,500點，其後傳出香港銀行跟隨美國減息的消息，使恆指升至破紀錄的25,648點，收市回順至25,554點，升977點。匯控及中國移動急升，共為恆指進帳240點。而地產股跑贏大市，中資金融股亦造好。
- 美國減息半厘後，香港銀行陸續跟隨，但減幅只有四分一厘。匯豐總經理梁高美懿指港美情況不同，一方面香港須跟隨美國減息，但內地在通脹壓力下則需不斷加息，故銀行決定減息幅度時須較審慎。而金管局總裁任志剛認為，貨幣市場緊張只屬暫時性，加上美國通脹情況仍有隱憂，故當貨幣市場復常時，減息未必會持續。

- 旅發局預計，本年度中國內地旅客在十一黃金周訪港的數字將較2006年有所增加，但隨著澳門多間大型賭場渡假村開幕，故計將分薄旅客在香港的消費。旅遊事務署官員將於下周一與廣東省旅遊局開會，商討在黃金周的協調及檢討誠信旅遊的成效。 [來源請求]
- 香港教育學院遴選委員會，通過推薦行會成員張炳良擔任校長。張炳良星期二到過教院與遴選委員面談，期間張炳良提及支持教院正名為大學。遴選委員對他捍衛學術自由有信心，但亦有意見指張身兼多項公職，可能會引起爭議。 [來源請求]
- 大埔馮梁結紀念中學發生罕見意外，一名中四男生於使用儲物櫃後鎖門時，被下層未上鎖的儲物櫃門撞倒。男生左眼眼角膜嚴重受傷，需接受手術治療。校方形容事件罕見，事後已即時召救護車及通知傷者的家長。 [來源請求]
- 消防繼續調查青衣工業中心四級火警。大火救熄後，起火單位的鋅鐵簷篷被嚴重焚燬並已倒塌。而消防員在起火的平台旁邊，發現有人違例儲存100公升醋酸及650公升漂白水，稍後會向有關人士控以儲存過量危險品罪名。[來源請求]
- 前港督衛奕信訪問香港，他讚揚香港過去雖經歷許多困境，但經濟迅速復蘇，政制方面亦穩步發展。當被問及前下屬陳方安生和葉劉淑儀或會參與立會補選時，他表示兩人均是出色的公務員，相信會是一場良性競爭。[來源請求]

## 9月20日
（請按此參閱當天之報章頭條）
- 醫院管理局通過非本地孕婦在公立醫院預約分娩的退款安排，流產或要終止懷孕的孕婦，可以退還2萬港元的費用。 無線新聞[]
- 香港地鐵證實用收購的方式，接手營運Skyrail香港分公司，支付收購價後，變相不需為提早解約作出賠償。 無線新聞[]
- 荷里活新一齣電影《蝙蝠俠》，籌備到香港取景，預計年底會在中、上環一帶拍攝，屆時皇后大道中將要封路配合。 無線新聞[]

## 9月21日
（請按此參閱當天之報章頭條）
- 一名懲教署助理文書主任說為了結識異性，擅自進入部門電腦系統，查閱探監人士資料，被判120小時社會服務令。無線新聞[]
- 有70年歷史的灣仔街市是否要清拆存在變數；市建局說正設法保留街市。無線新聞[]
- 消費者委員會設立旅遊購物網站，提醒中國旅客在香港消費時注意事項。  無線新聞[]

## 9月22日
- 香港再發生懷疑獨留小童在家之意外，一名男童懷疑獨留家中被燒傷。 [來源請求]

- 事發於凌晨十二時許，大角咀必發道百福大廈三樓一個單位突然起火，消防接報到場後發現單位鐵閘及木門被反鎖，隨即爆破入內，發現一名三歲昏迷，將他送院搶救，情況嚴重。消防調查後認為起火原因無可疑。而警方則拘捕男童20歲的父親及其17歲同居女友，疑兩人涉嫌虐兒。
- 防止虐待兒童會指，近期發生多宗虐兒或獨留子女在家而起的意外且有年輕化趨勢，顯示不少年青父母缺乏危機意識。該會認為新生嬰兒的家長應理解其責任及家居安全之重要性，而政府則應加強輔導及儘快立法禁止獨留兒童在家。

- 有六間分校的英國語文學校突然結業，多個政府部門最少約140宗投訴，涉及最少67萬港元的預繳學費。 [來源請求]

- 學校在門外貼出結業告示，但末有交代任何結業原因及賠償方法。有學生指學校聲稱課程獲持續進修基金認可，擔心將來不獲資助，亦有任教的教師擔心不能領回薪金。消委會表示已跟學校負責人取得聯絡以了解退款安排。而持續進修基金辦事處則表示會要求校方提供資料，並個別情況決定是否給予學生資助。

## 9月23日
- 香港天文台在凌晨2時40分發出2007年的第三個一號戒備信號。無線新聞 （页面存档备份，存于）
- 香港警察在火炭一座工業大廈，檢走大批槍械。 無線新聞 （页面存档备份，存于）
- 一輛法拉利跑車，懷疑參與非法賽車，在元朗新田公路失事著火，五十歲司機死亡。無線新聞 （页面存档备份，存于）
- 泛民主派協調出選11月18日的區議會選舉，有七個選區會出現民主派對民主派的情形。 無線新聞 （页面存档备份，存于）
- 僱員再培訓局說外傭稅應該繼續徵收，但有外傭組織認為不合理。 無線新聞 （页面存档备份，存于）
- 綠色和平說地鐵站的廣告燈箱太多；地鐵表示會研究用亮度較低的光管。無線新聞 （页面存档备份，存于）
- 香港地鐵反對添馬艦政府總部的「門常開」設計，指會影響添馬站的工程。 星島日報
- 受熱帶風暴范斯高殘餘雲帶影響，中秋節當晚看到月光的機會不大。 明報[]

## 9月24日
- 為方便市民在中秋節賞月，警方將會於當晚在全港各區實施交通管制措施，而各公共交通服務均會延長服務時間。香港政府新聞稿1 （页面存档备份，存于）、2 （页面存档备份，存于）

其中地鐵荃灣、觀塘、港島、東涌及將軍澳綫會通宵行走；九廣東鐵及西鐵延長服務至翌晨二時；馬鞍山鐵路、輕鐵、山頂纜車、電車將延長服務至翌晨二時至三時；而九巴、城巴及新巴則開辦多條特別路線及延長部份路線的服務時間。此外，康文署、食環署及房屋署等政府部門會加派員工在轄下場地當值，並向亂拋垃圾及煲蠟者採取執法行動。
- 立法會港島選區補選，泛民主派舉行初選論壇，參加者包括陳方安生及勞永樂。 明報[]
- 財政司司長曾俊華表示，香港通漲情況有惡化趨勢，政府會盡力協助低下階層紓緩經濟壓力。 星島日報
- 恆生指數收市報26,551點，升708點，再創新高。 文滙報 （页面存档备份，存于）
- 大坑舉行一年一度的大坑舞火龍。 明報[]
- 國泰航空（港交所：0293）與國航（港交所：0753）母公司中國航空集團放棄聯手收購東方航空（港交所：0670）的計劃。 明報[]

## 9月25日
（請按此參閱當天之報章頭條）
- 今日是中秋節，不少市民均會於晚飯後出外賞月，而康文署晚上在港九新界多個公園舉行綵燈會，吸引大批市民參觀。雖然晚上雲層較厚，但月光仍能間歇出現。而不少小朋友都提著燈籠，但亦有人不理政府籲告在公園煲蠟。 明報[]

- 香港經濟暢旺，有酒樓食肆負責人估計營業額上升至少一成，但部份基層市民因經濟條件較差，而末能感受節日的歡樂，有人因通脹而須節衣縮食以省開支。有志願機構有見及此，特別向基層人士派發應節食品，以增節日氣氛。 [來源請求]

- 一輛校巴的太平門在行駛期間突然打開，一名學童跌出車外頭部受傷。下午三時許，校巴駛至青衣西北交匯處時，疑有學童拉開太平門開關掣而肇禍。有業者稱旅遊巴的太平門掣是有保護裝置，一旦打開時巴士會發出警告聲。 明報[]

- 一名女子被控疏忽照顧三名兒子罪成，被判入獄四年。 [來源請求]

- 暫委法官指被告郭美儀雖背景不幸，但被告對三名兒子的身體及心智造成嚴重傷害，案發後又不斷推卸責任，即使用最低刑期，亦不足以反映案件嚴重性。案發於2006年3月，被告的幼子於家中昏迷送院，其後被發現其三名兒子發育遲緩及心智不全，三個兒子現已由寄養家庭看管。

## 9月26日
（請按此參閱當天之報章頭條）
- 兩名女泳客早上分別於港島深水灣泳灘和西環泳棚遇溺死亡，有區議員認為政府應加強規管泳棚。 明報[]、香港電台

- 在深水灣遇溺的69歲女子，獲救時已昏迷，送院後證實死亡。而在西環泳棚遇溺的70歲老婦獲救時已失去知覺，送院診治後延至晚上死亡。據了解，遇溺女子日常於泳棚負責雜務工作，估計她在完成工作後，與其他泳客游泳時遇溺。
- 泳棚負責人指，肇事泳棚有十多年歷史，但鑒於海面較大浪，故只供習泳多年的長者游泳；但港九拯溺員工會副主席郭紹傑指，有關泳棚沒有救生員且設施簡陋，泳客難以評估水流，易生危險 。而中西區區議員甘乃威指，泳棚具香港本土特色，故值得保留，但政府應加強規管。

- 有意出選立會港島區補選的參選人陳方安生到中區拉票，她承認之前較少與市民近距離接觸，但一直有參與民生政策，並會聆聽市民的意見。至於另一名參選人葉劉淑儀則於翌日正式宣布參選，她表示自己已準備充足，冀不會令公眾失望。 明報[]
- 屯門公園再有曲藝團體與康文署職員發生糾紛，事發於下午三時許，有人不滿康文署阻止曲藝表演，於是跳湖洩憤並不斷叫囂，警方到場調解後，表演者才返回岸上。康文署指有關表演會阻塞地方和造成滋擾，才會採取行動。 [來源請求]
- 聖公會香港教區為新任大主教鄺保羅舉行就職崇拜，鄺保羅在前大主教鄺廣傑手上接過十字架杖，正式就任新大主教。鄺保羅表示教會不會參與政治運動，但鼓勵市民多發表意見。56歲的鄺保羅已任牧職20多年，年初獲選為新大主教，接替退休的鄺廣傑。 明報[]
- 衛生防護中心正調查四宗懷疑食物中毒個案，10名年齡介乎11至76歲患者，於25日進食西營盤一間燒臘店的外賣燒味後不適，並出現肚瀉及發燒的病徵。其中六人曾經到瑪麗醫院求診但毋須留醫。中心估計事件與細菌性食物中毒有關。 香港政府新聞公報 （页面存档备份，存于）
- 設於中環花園道纜車總站的山頂纜車歷史珍藏館開幕，面積約650平方米，展出達200件與纜車相關的文物。明報[]

## 9月27日
（請按此參閱當天之報章頭條）
- 前保安局局長葉劉淑儀宣布參選立法會港島選區補選，以「我宣布參選」作為口號，並獲多名政商及演藝界人士支持。香港電台 1 2
- 杜蕾斯安全套發表的《全球性生活調查報告》顯示，只有32%香港人滿意性生活，是26個國家中排第二最低，58%則表示對性事感到壓抑，68%表示會每周進行一次性行為。星島日報[]
- 香港教育學院校董會委任香港城市大學教授張炳良為新任校長，任期5年。他獲得12票支持通過，將於2008年1月上任。[]
- 深圳機場在香港上環港澳碼頭設立候機樓，提供渡輪前往深圳福永碼頭服務，讓旅客於碼頭辦理深圳機場登機手續，並直接乘船到深圳機場登機。明報[]

## 9月28日
（請按此參閱當天之報章頭條）

## 9月29日
（請按此參閱當天之報章頭條）
- 將軍澳彩明苑發生火警，一名自閉症男童死亡。 明報[]

## 9月30日
（請按此參閱當天之報章頭條）
| 香港新聞動態 |
| \| - 2024年香港：1月 - 2月 - 3月 - 4月 - 5月 - 6月 - 7月 - 8月 - 9月 - 10月 - 11月 - 12月 - 2023年香港：1月 - 2月 - 3月 - 4月 - 5月 - 6月 - 7月 - 8月 - 9月 - 10月 - 11月 - 12月 - 2022年香港：1月 - 2月 - 3月 - 4月 - 5月 - 6月 - 7月 - 8月 - 9月 - 10月 - 11月 - 12月 - 2021年香港：1月 - 2月 - 3月 - 4月 - 5月 - 6月 - 7月 - 8月 - 9月 - 10月 - 11月 - 12月 - 2020年香港：1月 - 2月 - 3月 - 4月 - 5月 - 6月 - 7月 - 8月 - 9月 - 10月 - 11月 - 12月 - 2019年香港：1月 - 2月 - 3月 - 4月 - 5月 - 6月 - 7月 - 8月 - 9月 - 10月 - 11月 - 12月 - 2018年香港：1月 - 2月 - 3月 - 4月 - 5月 - 6月 - 7月 - 8月 - 9月 - 10月 - 11月 - 12月 - 2017年香港：1月 - 2月 - 3月 - 4月 - 5月 - 6月 - 7月 - 8月 - 9月 - 10月 - 11月 - 12月 - 2016年香港：1月 - 2月 - 3月 - 4月 - 5月 - 6月 - 7月 - 8月 - 9月 - 10月 - 11月 - 12月 - 2015年香港：1月 - 2月 - 3月 - 4月 - 5月 - 6月 - 7月 - 8月 - 9月 - 10月 - 11月 - 12月 - 2014年香港：1月 - 2月 - 3月 - 4月 - 5月 - 6月 - 7月 - 8月 - 9月 - 10月 - 11月 - 12月 - 2013年香港：1月 - 2月 - 3月 - 4月 - 5月 - 6月 - 7月 - 8月 - 9月 - 10月 - 11月 - 12月 - 2012年香港：1月 - 2月 - 3月 - 4月 - 5月 - 6月 - 7月 - 8月 - 9月 - 10月 - 11月 - 12月 - 2011年香港：1月 - 2月 - 3月 - 4月 - 5月 - 6月 - 7月 - 8月 - 9月 - 10月 - 11月 - 12月 - 2010年香港：1月 - 2月 - 3月 - 4月 - 5月 - 6月 - 7月 - 8月 - 9月 - 10月 - 11月 - 12月 - 2009年香港：1月 - 2月 - 3月 - 4月 - 5月 - 6月 - 7月 - 8月 - 9月 - 10月 - 11月 - 12月 - 2008年香港：1月 - 2月 - 3月 - 4月 - 5月 - 6月 - 7月 - 8月 - 9月 - 10月 - 11月 - 12月 - 2007年香港：1月 - 2月 - 3月 - 4月 - 5月 - 6月 - 7月 - 8月 - 9月 - 10月 - 11月 - 12月 - 2006年香港：1月 - 2月 - 3月 - 4月 - 5月 - 6月 - 7月 - 8月 - 9月 - 10月 - 11月 - 12月 - 2005年香港：1月 - 2月 - 3月 - 4月 - 5月 - 6月 - 7月 - 8月 - 9月 - 10月 - 11月 - 12月 - 2004年香港：1月 - 2月 - 3月 - 4月 - 5月 - 6月 - 7月 - 8月 - 9月 - 10月 - 11月 - 12月 - 2003年香港：1月 - 2月 - 3月 - 4月 - 5月 - 6月 - 7月 - 8月 - 9月 - 10月 - 11月 - 12月 - 2002年香港：1月 - 2月 - 3月 - 4月 - 5月 - 6月 - 7月 - 8月 - 9月 - 10月 - 11月 - 12月 - 2001年香港：1月 - 2月 - 3月 - 4月 - 5月 - 6月 - 7月 - 8月 - 9月 - 10月 - 11月 - 12月 - 2000年香港：1月 - 2月 - 3月 - 4月 - 5月 - 6月 - 7月 - 8月 - 9月 - 10月 - 11月 - 12月 - 1999年香港：1月 - 2月 - 3月 - 4月 - 5月 - 6月 - 7月 - 8月 - 9月 - 10月 - 11月 - 12月 - 1998年香港：1月 - 2月 - 3月 - 4月 - 5月 - 6月 - 7月 - 8月 - 9月 - 10月 - 11月 - 12月 - 1997年香港：1月 - 2月 - 3月 - 4月 - 5月 - 6月 - 7月 - 8月 - 9月 - 10月 - 11月 - 12月 參 \| |
| - 2024年香港：1月 - 2月 - 3月 - 4月 - 5月 - 6月 - 7月 - 8月 - 9月 - 10月 - 11月 - 12月 - 2023年香港：1月 - 2月 - 3月 - 4月 - 5月 - 6月 - 7月 - 8月 - 9月 - 10月 - 11月 - 12月 - 2022年香港：1月 - 2月 - 3月 - 4月 - 5月 - 6月 - 7月 - 8月 - 9月 - 10月 - 11月 - 12月 - 2021年香港：1月 - 2月 - 3月 - 4月 - 5月 - 6月 - 7月 - 8月 - 9月 - 10月 - 11月 - 12月 - 2020年香港：1月 - 2月 - 3月 - 4月 - 5月 - 6月 - 7月 - 8月 - 9月 - 10月 - 11月 - 12月 - 2019年香港：1月 - 2月 - 3月 - 4月 - 5月 - 6月 - 7月 - 8月 - 9月 - 10月 - 11月 - 12月 - 2018年香港：1月 - 2月 - 3月 - 4月 - 5月 - 6月 - 7月 - 8月 - 9月 - 10月 - 11月 - 12月 - 2017年香港：1月 - 2月 - 3月 - 4月 - 5月 - 6月 - 7月 - 8月 - 9月 - 10月 - 11月 - 12月 - 2016年香港：1月 - 2月 - 3月 - 4月 - 5月 - 6月 - 7月 - 8月 - 9月 - 10月 - 11月 - 12月 - 2015年香港：1月 - 2月 - 3月 - 4月 - 5月 - 6月 - 7月 - 8月 - 9月 - 10月 - 11月 - 12月 - 2014年香港：1月 - 2月 - 3月 - 4月 - 5月 - 6月 - 7月 - 8月 - 9月 - 10月 - 11月 - 12月 - 2013年香港：1月 - 2月 - 3月 - 4月 - 5月 - 6月 - 7月 - 8月 - 9月 - 10月 - 11月 - 12月 - 2012年香港：1月 - 2月 - 3月 - 4月 - 5月 - 6月 - 7月 - 8月 - 9月 - 10月 - 11月 - 12月 - 2011年香港：1月 - 2月 - 3月 - 4月 - 5月 - 6月 - 7月 - 8月 - 9月 - 10月 - 11月 - 12月 - 2010年香港：1月 - 2月 - 3月 - 4月 - 5月 - 6月 - 7月 - 8月 - 9月 - 10月 - 11月 - 12月 - 2009年香港：1月 - 2月 - 3月 - 4月 - 5月 - 6月 - 7月 - 8月 - 9月 - 10月 - 11月 - 12月 - 2008年香港：1月 - 2月 - 3月 - 4月 - 5月 - 6月 - 7月 - 8月 - 9月 - 10月 - 11月 - 12月 - 2007年香港：1月 - 2月 - 3月 - 4月 - 5月 - 6月 - 7月 - 8月 - 9月 - 10月 - 11月 - 12月 - 2006年香港：1月 - 2月 - 3月 - 4月 - 5月 - 6月 - 7月 - 8月 - 9月 - 10月 - 11月 - 12月 - 2005年香港：1月 - 2月 - 3月 - 4月 - 5月 - 6月 - 7月 - 8月 - 9月 - 10月 - 11月 - 12月 - 2004年香港：1月 - 2月 - 3月 - 4月 - 5月 - 6月 - 7月 - 8月 - 9月 - 10月 - 11月 - 12月 - 2003年香港：1月 - 2月 - 3月 - 4月 - 5月 - 6月 - 7月 - 8月 - 9月 - 10月 - 11月 - 12月 - 2002年香港：1月 - 2月 - 3月 - 4月 - 5月 - 6月 - 7月 - 8月 - 9月 - 10月 - 11月 - 12月 - 2001年香港：1月 - 2月 - 3月 - 4月 - 5月 - 6月 - 7月 - 8月 - 9月 - 10月 - 11月 - 12月 - 2000年香港：1月 - 2月 - 3月 - 4月 - 5月 - 6月 - 7月 - 8月 - 9月 - 10月 - 11月 - 12月 - 1999年香港：1月 - 2月 - 3月 - 4月 - 5月 - 6月 - 7月 - 8月 - 9月 - 10月 - 11月 - 12月 - 1998年香港：1月 - 2月 - 3月 - 4月 - 5月 - 6月 - 7月 - 8月 - 9月 - 10月 - 11月 - 12月 - 1997年香港：1月 - 2月 - 3月 - 4月 - 5月 - 6月 - 7月 - 8月 - 9月 - 10月 - 11月 - 12月 參       |

1. ↑  容量有限，本表只列出香港回歸以來各年各月香港新聞動態。關於更早年代的各年各月香港新聞動態，詳見於某年香港（某年表示1997年之前的公曆年份）。